# مقاطعة كربون (بنسلفانيا)
مقاطعة كربون (بالإنجليزية: Carbon County, Pennsylvania)‏ هي إحدى مقاطعات ولاية بنسلفانيا في الولايات المتحدة. بلغ عدد سكانها 65249 نسمة في عام 2010 حسب إحصاء مكتب تعداد الولايات المتحدة.

## أعلام
- فرانك بيرك
- جين سنيسكي

## وصلات خارجية
- carboncounty.com